# Tunes from Planet Earth According to Gabry Ponte
Tunes From Planet Earth According to Gabry Ponte è il terzo ed ultimo EP dell'omonimo dj pubblicato nel 2007.

## Tracce
1. Never Leave You Alone (The 10 Moves Mix) (8:00)
2. The Point Of No Return (Nightshifters Remix) (7:28)
3. Movin' On (2007 Re-Work) (7:43)